# 39P/Oterma
39P/Oterma är en centaur och tillika en för tillfället inaktiv periodisk komet. Den har en omloppstid i solsystemet på ungefär 20 år.
Kometen upptäcktes den 8 april 1943 av den finländska astronomen Liisi Oterma vid Storheikkilä observatorium i Åbo. Den var då ett ljussvagt objekt i stjärnbilden Jungfrun av 15:e magnituden. Perihelium beräknades till 3,4 AE och omloppstiden till 7,9 år
Kometen observerades fortlöpande fram till periheliepassagerna 1950 och 1958. Den 12 april 1963 kom den emellertid så nära Jupiter som 0,095 AE. Dess bana böjdes då av till dess nuvarande, där den inte blir ljusstarkare än magnitud 22. Den återupptäcktes dock den 13 augusti 2001 med 2,2-meters reflektorn vid Mauna Kea-observatoriet på Hawaii.